# Werch-Tschebula
Werch-Tschebula (russisch Верх-Чебула́) ist eine Siedlung städtischen Typs in der Oblast Kemerowo in Russland mit 5060 Einwohnern (Stand 14. Oktober 2010).

## Geographie
Der Ort liegt gut 120 km Luftlinie nordöstlich des Oblastverwaltungszentrums Kemerowo und 20 km südlich der Stadt Mariinsk im nördlichen Vorland des Kusnezker Alatau. Er befindet sich am linken Ufer der Tschebula, eines linken Zuflusses der Kija, etwa 15 km oberhalb der Mündung.
Werch-Tschebula ist Verwaltungszentrum des Rajons Tschebulinski sowie Sitz der Stadtgemeinde Werch-Tschebulinskoje gorodskoje posselenije, zu der außerdem die Dörfer Nowokasanka (8 km nördlich), Orlowo-Rosowo (6 km nordöstlich), Petropawlowka (9 km südwestlich) und Pokrowka (8 km südsüdöstlich) gehören.

## Geschichte
Der Ort wurde 1762 gegründet, der Überlieferung nach von einem aus dem Ural geflohenen Katorgahäftling mit Familiennamen Tschugujew. Die ersten Siedler stammten aus den Gouvernements Kasan, Orjol, Rjasan und Tambow.
Am 4. September 1924 wurde der Ort Verwaltungssitz des neu geschaffenen Werch-Tschebulinski rajon, nach dessen vorübergehenden Anschluss 1930 an den Mariinski rajon wieder ab 1935 als Tschebulinski rajon (mit Unterbrechung und erneutem Anschluss an den Mariinski rajon 1963–1966). Seit 1974 besitzt Werch-Tschebula den Status einer Siedlung städtischen Typs.

### Bevölkerungsentwicklung
| Jahr | Einwohner |
| ---- | --------- |
| 1939 | 2843      |
| 1959 | 3176      |
| 1970 | 3384      |
| 1979 | 4417      |
| 1989 | 5474      |
| 2002 | 5357      |
| 2010 | 5060      |

Anmerkung: Volkszählungsdaten

## Verkehr
Westlich wird Werch-Tschebula von der föderalen Fernstraße R255 Sibir (ehemals M53) umgangen, die von Nowosibirsk nach Irkutsk führt und Teil der transkontinentalen Straßenverbindung ist. Die nächstgelegene Bahnstation befindet sich in Mariinsk an der Transsibirischen Eisenbahn.